# Listă de filme britanice din 1962
Aceasta este o listă de filme britanice din 1962:

## Lista
| Titlu                                      | Regizor               | Distribuție                                            | Gen                  | Note                                                                              |
| ------------------------------------------ | --------------------- | ------------------------------------------------------ | -------------------- | --------------------------------------------------------------------------------- |
| All Night Long                             | Basil Dearden         | Richard Attenborough                                   | Drama/music          | Updated retelling of Othello                                                      |
| Ambush in Leopard Street                   | J. Henry Piperno      | James Kenney, Michael Brennan                          | Crime                |                                                                                   |
| The Amorous Prawn                          | Anthony Kimmins       | Ian Carmichael, Joan Greenwood                         | Comedy               |                                                                                   |
| The Barber of Stamford Hill                | Caspar Wrede          | John Bennett, Megs Jenkins                             | Drama                | [ 1 ]                                                                             |
| Billy Budd                                 | Peter Ustinov         | Terence Stamp, Robert Ryan                             | Drama                | BAFTA nominations                                                                 |
| Boy and Bicycle                            | Ridley Scott          | Tony Scott                                             | Short film           | Not shown in theatres until 1997                                                  |
| The Boys                                   | Sidney J. Furie       | Richard Todd, Robert Morley                            | Crime                |                                                                                   |
| The Brain                                  | Freddie Francis       | Anne Heywood, Peter van Eyck                           | Crime                |                                                                                   |
| The Cabinet of Caligari                    | Roger Kay             | Glynis Johns, Dan O'Herlihy                            | Drama                |                                                                                   |
| Captain Clegg                              | Peter Graham Scott    | Peter Cushing, Yvonne Romain                           | Horror               |                                                                                   |
| Carry On Cruising                          | Gerald Thomas         | Sid James, Kenneth Williams                            | Comedy               |                                                                                   |
| The Cool Mikado                            | Michael Winner        | Frankie Howerd, Stubby Kaye                            | Musical              |                                                                                   |
| Crooks Anonymous                           | Ken Annakin           | Leslie Phillips, Stanley Baxter, Julie Christie        | Comedy               |                                                                                   |
| Crosstrap                                  | Robert Hartford-Davis | Laurence Payne, Jill Adams                             | Crime                |                                                                                   |
| Danger by My Side                          | Charles Saunders      | Anthony Oliver, Maureen Connell                        | Crime                |                                                                                   |
| The Day of the Triffids                    | Steve Sekely          | Howard Keel, Kieron Moore, Janette Scott               | Sci-fi               |                                                                                   |
| Dead Man's Evidence                        | Francis Searle        | Conrad Phillips, Jane Griffiths                        | Drama                | [ 2 ]                                                                             |
| The Devil's Agent                          | John Paddy Carstairs  | Peter van Eyck, Marianne Koch                          | Drama                |                                                                                   |
| Dilemma                                    | Peter Maxwell         | Ingrid Hafner, Peter Halliday                          | Thriller             | [ 3 ]                                                                             |
| Dr. No                                     | Terence Young         | Sean Connery, Joseph Wiseman, Ursula Andress           | Spy/action           | The first James Bond film; Number 41 in the list of BFI Top 100 British films     |
| Don't Talk to Strange Men                  | Pat Jackson           | Christina Gregg, Janina Faye, Cyril Raymond            | Crime/drama          |                                                                                   |
| Emergency                                  | Francis Searle        | Glyn Houston, Zena Walker                              | Drama                | [ 4 ]                                                                             |
| The Fast Lady                              | Ken Annakin           | Stanley Baxter, Julie Christie                         | Comedy               |                                                                                   |
| Fate Takes a Hand                          | Max Varnel            | Ronald Howard, Christina Gregg                         | Drama                |                                                                                   |
| The Fur Collar                             | Lawrence Huntington   | John Bentley, Martin Benson                            | Thriller             |                                                                                   |
| Gaolbreak                                  | Francis Searle        | Peter Reynolds, Avice Landone                          | Drama                | [ 5 ]                                                                             |
| Go to Blazes                               | Michael Truman        | Dave King, Robert Morley, Dennis Price                 | Comedy               |                                                                                   |
| The Golden Rabbit                          | David MacDonald       | Timothy Bateson, Willoughby Goddard                    | Comedy               |                                                                                   |
| Guns of Darkness                           | Anthony Asquith       | David Niven, Leslie Caron                              | Drama                |                                                                                   |
| H.M.S. Defiant                             | Lewis Gilbert         | Alec Guinness, Dirk Bogarde                            | Drama                |                                                                                   |
| Hair of the Dog                            | Terry Bishop          | Reginald Beckwith, Dorinda Stevens                     | Comedy               |                                                                                   |
| I Thank a Fool                             | Robert Stevens        | Susan Hayward, Peter Finch                             | Crime/drama          |                                                                                   |
| In the Doghouse                            | Darcy Conyers         | Leslie Phillips, Peggy Cummins                         | Comedy               |                                                                                   |
| The Inspector                              | Philip Dunne          | Stephen Boyd, Dolores Hart                             | Drama                |                                                                                   |
| The Iron Maiden                            | Gerald Thomas         | Michael Craig, Anne Helm                               | Comedy               |                                                                                   |
| It's Trad, Dad!                            | Richard Lester        | Helen Shapiro, Craig Douglas                           | Musical              |                                                                                   |
| Jigsaw                                     | Val Guest             | Jack Warner, Ronald Lewis                              | Crime                |                                                                                   |
| Kill or Cure                               | George Pollock        | Terry-Thomas, Eric Sykes                               | Comedy               |                                                                                   |
| A Kind of Loving                           | John Schlesinger      | Alan Bates, June Ritchie, Thora Hird                   | Drama                | Golden Bear winner at Berlin                                                      |
| The L-Shaped Room                          | Bryan Forbes          | Leslie Caron, Tom Bell                                 | Drama                |                                                                                   |
| Lawrence of Arabia                         | David Lean            | Peter O'Toole                                          | Historical Biography | Number 3 in the list of BFI Top 100 British films; winner of seven Academy Awards |
| Life for Ruth                              | Basil Dearden         | Michael Craig, Patrick McGoohan                        | Drama                |                                                                                   |
| Live Now - Pay Later                       | Jay Lewis             | Ian Hendry, June Ritchie                               | Thriller             | [ 6 ]                                                                             |
| Locker 69                                  | Norman Harrison       | Eddie Byrne, Paul Daneman, Edward Underdown            | Crime                | [ 7 ]                                                                             |
| Lolita                                     | Stanley Kubrick       | James Mason, Shelley Winters, Sue Lyon                 | Drama/romance        |                                                                                   |
| The Loneliness of the Long Distance Runner | Tony Richardson       | Tom Courtenay, Michael Redgrave, Alec McCowen          | Drama                | Number 61 in the list of BFI Top 100 British films                                |
| The Main Attraction                        | Daniel Petrie         | Pat Boone, Nancy Kwan                                  | Drama                |                                                                                   |
| Masters of Venus                           | Ernest Morris         | Norman Wooland, Mandy Harper                           | Sci-fi               | Serial film                                                                       |
| Mix Me a Person                            | Leslie Norman         | Anne Baxter, Donald Sinden, Adam Faith                 | Crime/drama          |                                                                                   |
| Mrs. Gibbons' Boys                         | Max Varnel            | Kathleen Harrison, Lionel Jeffries                     | Comedy               |                                                                                   |
| Night of the Eagle                         | Sidney Hayers         | Peter Wyngarde, Janet Blair                            | Horror               |                                                                                   |
| Night of the Prowler                       | Francis Searle        | Patrick Holt, Colette Wilde                            | Thriller             | [ 8 ]                                                                             |
| On the Beat                                | Robert Asher          | Norman Wisdom, Raymond Huntley                         | Comedy               |                                                                                   |
| Only Two Can Play                          | Sidney Gilliat        | Peter Sellers, Mai Zetterling                          | Comedy               |                                                                                   |
| Operation Snatch                           | Robert Day            | Terry-Thomas, George Sanders                           | Comedy               |                                                                                   |
| Our Man in the Caribbean                   |                       | Carlos Thompson, Diana Rigg, Tracy Reed, Shirley Eaton | Action               | Television episodes of The Sentimental Agent pieced together                      |
| Out of the Fog                             | Montgomery Tully      | David Sumner, Susan Travers                            | Crime                | [ 9 ]                                                                             |
| The Painted Smile                          | Lance Comfort         | Liz Fraser, Kenneth Griffith                           | Thriller             |                                                                                   |
| A Pair of Briefs                           | Ralph Thomas          | Michael Craig, Mary Peach                              | Comedy               |                                                                                   |
| The Password Is Courage                    | Andrew L. Stone       | Dirk Bogarde, Maria Perschy, Alfred Lynch              | World War II         |                                                                                   |
| The Phantom of the Opera                   | Terence Fisher        | Herbert Lom, Heather Sears, Michael Gough              | Horror               |                                                                                   |
| The Pirates of Blood River                 | John Gilling          | Kerwin Mathews, Glenn Corbett, Christopher Lee         | Action               |                                                                                   |
| Play It Cool                               | Michael Winner        | Billy Fury, Dennis Price                               | Musical              |                                                                                   |
| The Playboy of the Western World           | Brian Desmond Hurst   | Gary Raymond, Siobhán McKenna                          | Comedy               |                                                                                   |
| Postman's Knock                            | Robert Lynn           | Spike Milligan, Barbara Shelley                        | Comedy               |                                                                                   |
| The Pot Carriers                           | Peter Graham Scott    | Ronald Fraser, Paul Massie                             | Comedy               |                                                                                   |
| Private Potter                             | Casper Wrede          | Tom Courtenay, Mogens Wieth                            | Drama                |                                                                                   |
| A Prize of Arms                            | Cliff Owen            | Stanley Baker, Tom Bell                                | Crime                |                                                                                   |
| The Quare Fellow                           | Arthur Dreifuss       | Patrick McGoohan, Sylvia Syms                          | Drama                |                                                                                   |
| Reach for Glory                            | Philip Leacock        | Harry Andrews, Kay Walsh                               | Drama                |                                                                                   |
| The Road to Hong Kong                      | Norman Panama         | Bob Hope, Bing Crosby, Joan Collins                    | Comedy               |                                                                                   |
| Serena                                     | Peter Maxwell         | Patrick Holt, Emrys Jones, Honor Blackman              | Crime                |                                                                                   |
| She Knows Y'Know                           | Montgomery Tully      | Hylda Baker, Cyril Smith                               | Comedy               |                                                                                   |
| She'll Have to Go                          | Robert Asher          | Bob Monkhouse, Alfred Marks                            | Comedy               |                                                                                   |
| Solo for Sparrow                           | Gordon Flemyng        | Yvonne Buckingham, Michael Caine                       | Crime                |                                                                                   |
| Some People                                | Clive Donner          | Kenneth More, Ray Brooks                               | Drama                |                                                                                   |
| The Spanish Sword                          | Ernest Morris         | Ronald Howard, June Thorburn                           | Adventure            |                                                                                   |
| Station Six-Sahara                         | Seth Holt             | Carroll Baker, Ian Bannen                              | Drama                |                                                                                   |
| Stork Talk                                 | Michael Forlong       | Tony Britton, Anne Heywood                             | Comedy               | [ 10 ]                                                                            |
| Stranglehold                               | Lawrence Huntington   | Macdonald Carey, Barbara Shelley                       | Action               |                                                                                   |
| Tarnished Heroes                           | Ernest Morris         | Dermot Walsh, Anton Rodgers                            | War                  |                                                                                   |
| Tarzan Goes to India                       | John Guillermin       | Jock Mahoney, Leo Gordon                               | Adventure            | Co-production with Switzerland and US                                             |
| Term of Trial                              | Peter Glenville       | Laurence Olivier, Simone Signoret                      | Drama                |                                                                                   |
| Three Spare Wives                          | Ernest Morris         | Susan Stephen, John Hewer                              | Comedy               |                                                                                   |
| Tiara Tahiti                               | Ted Kotcheff          | James Mason, John Mills                                | Comedy/drama         |                                                                                   |
| Trial and Error                            | James Hill            | Peter Sellers, Richard Attenborough                    | Comedy               | Also known as The Dock Brief                                                      |
| Twice Round the Daffodils                  | Gerald Thomas         | Juliet Mills, Donald Sinden                            | Comedy/drama         |                                                                                   |
| Two and Two Make Six                       | Freddie Francis       | George Chakiris, Janette Scott                         | Comedy               |                                                                                   |
| Two Letter Alibi                           | Robert Lynn           | Peter Williams, Petra Davies                           | Crime                | [ 11 ]                                                                            |
| The Valiant                                | Roy Ward Baker        | John Mills, Ettore Manni                               | War                  |                                                                                   |
| The Very Edge                              | Cyril Frankel         | Anne Heywood, Richard Todd                             | Drama                |                                                                                   |
| Village of Daughters                       | George Pollock        | Eric Sykes, John Le Mesuirier                          | Comedy               |                                                                                   |
| The Waltz of the Toreadors                 | John Guillermin       | Peter Sellers, Dany Robin                              | Comedy               |                                                                                   |
| The War Lover                              | Philip Leacock        | Steve McQueen, Robert Wagner                           | War                  |                                                                                   |
| We Joined the Navy                         | Wendy Toye            | Kenneth More, Lloyd Nolan                              | Comedy               |                                                                                   |
| What Every Woman Wants                     | Ernest Morris         | James Fox, Hy Hazell                                   | Comedy               |                                                                                   |
| The Wild and the Willing                   | Ralph Thomas          | Virginia Maskell, Ian McShane                          | Drama                |                                                                                   |